# Dwayne Bacon
Dwayne Lee Bacon, Jr. (Lakeland, Florida, 30 de agosto de 1995) es un baloncestista estadounidense que se encuentra sin equipo. Con 2,01 metros de estatura, juega en la posición de escolta .

## Trayectoria deportiva

### Instituto
Jugó en su etapa de secundaria en tres institutos diferentes, acabando en su año sénior en la Oak Hill Academy de Virginia. Allí promedió 23,3 puntos, 4,4 rebotes, 3,4 asistencias y 2,2 robos de balón, llevando a su equipo a un balance de 47 victorias y una única derrota.

### Universidad
En septiembre de 2014 Bacon anunció que cursaría sus estudios universitarios en la Universidad Estatal de Florida y jugaría baloncesto con los Seminoles. Jugó dos temporadas, en las que promedió 16,5 puntos, 5,0 rebotes y 1,6 asistencias por partido, En su primera temporada fue incluido en el mejor quinteto freshman de la Atlantic Coast Conference, mientras que al año siguiente lo era en el segundo mejor quinteto absoluto de la conferencia.
En marzo de 2017 se declaró elegible en el draft de la NBA, renunciando a los dos años de carrera que le faltaban en la universidad.

#### Estadísticas
| Año     | Equipo        | PJ | PT | MPP  | %TC  | %3P  | %TL  | RPP | APP | ROB | TPP | PPP  |
| ------- | ------------- | -- | -- | ---- | ---- | ---- | ---- | --- | --- | --- | --- | ---- |
| 2015–16 | Florida State | 34 | 32 | 28.8 | .447 | .281 | .714 | 5.8 | 1.5 | 1.0 | .0  | 15.8 |
| 2016–17 | Florida State | 35 | 35 | 28.8 | .452 | .333 | .754 | 4.2 | 1.7 | 1.0 | .1  | 17.2 |
| Total   | Total         | 69 | 67 | 28.8 | .449 | .312 | .733 | 5.0 | 1.6 | 1.0 | .1  | 16.5 |

### Profesional

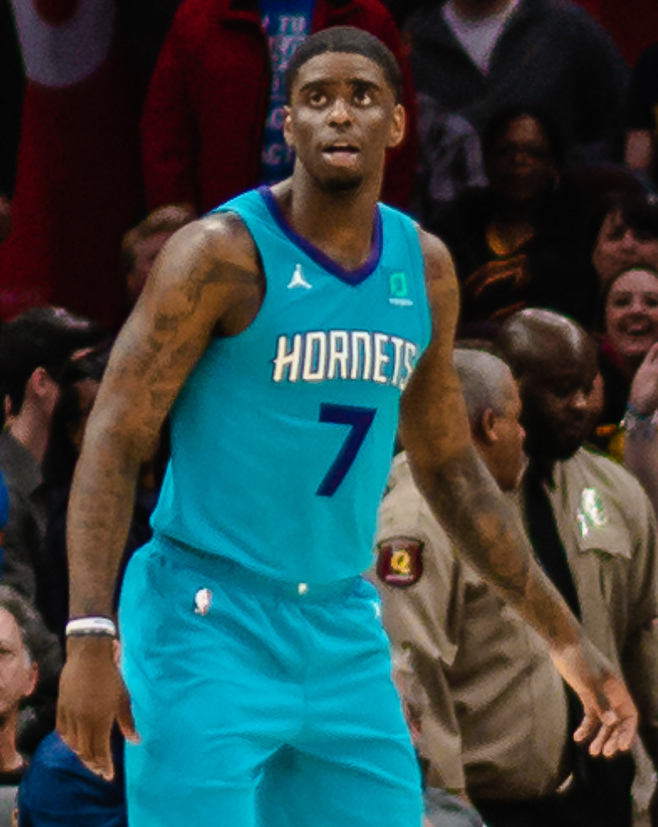
Bacon con Charlotte en 2019.

Fue elegido en la cuadragésima posición del Draft de la NBA de 2017 por los New Orleans Pelicans, pero fue traspasado esa misma noche a los Charlotte Hornets a cambio de la elección número 31 (Frank Jackson). Debutó el 18 de octubre en un partido ante Detroit Pistons, logrando 8 puntos y 2 rebotes.
El 24 de noviembre de 2020 firmó contrato con Orlando Magic.
El 8 de agosto de 2021 es cortado por los Magic, al día siguiente firma con New York Knicks, pero es cortado el 14 de octubre antes de comenzar la temporada.
El 27 de octubre de 2021, firma con el AS Monaco Basket francés de la LNB Pro A.
El 26 de septiembre de 2022, regresa a Estados Unidos al fichar por Los Angeles Lakers. Después de jugar dos partidos de pretemporada, fue cortado por los Lakers el 8 de octubre. El 21 de octubre, firma por dos temporadas con el Panathinaikos griego.
A principios de temporada 2023-24, juega con el Maccabi Ra'anana de la Liga Leumit para así participar en la gira del equipo contra equipos NBA e intentar encontrar un contrato en la liga estadounidense, coincidiendo con jugadores como Bruno Caboclo.
El 23 de mayo de 2024 firmó con los Leones de Ponce del Baloncesto Superior Nacional.
El 7 de agosto de 2024 fichó por el BC Zenit Saint Petersburg de la VTB United League.

## Estadísticas de su carrera en la NBA

### Temporada regular
| Año     | Equipo    | PJ  | PT | MPP  | %TC  | %3P  | %TL  | RPP | APP | ROB | TPP | PPP  |
| ------- | --------- | --- | -- | ---- | ---- | ---- | ---- | --- | --- | --- | --- | ---- |
| 2017-18 | Charlotte | 53  | 6  | 13.5 | .375 | .256 | .899 | 2.3 | .7  | .3  | .0  | 3.3  |
| 2018-19 | Charlotte | 43  | 13 | 17.7 | .475 | .437 | .739 | 2.1 | 1.1 | .3  | .1  | 7.3  |
| 2019-20 | Charlotte | 39  | 11 | 17.6 | .348 | .284 | .660 | 2.6 | 1.3 | .6  | .1  | 5.7  |
| 2020-21 | Orlando   | 72  | 50 | 25.7 | .402 | .285 | .824 | 3.1 | 1.3 | .6  | .1  | 10.9 |
| Total   | Total     | 207 | 80 | 19.4 | .402 | .314 | .780 | 2.6 | 1.1 | .5  | .1  | 7.3  |